# Draft NFL 1976
Il Draft NFL 1976 si è tenuto dall'8 al 9 aprile 1976.
Il draft durò 17 giri, con le nuove franchige Tampa Bay Buccaneers e Seattle Seahawks che detennero le prime due scelte assolute. Alle due nuove squadra furono anche assegnate due scelte aggiuntive sia nel secondo che nel quinto giro.
Cinque squadre furono private di alcune scelte come penalità per aver firmato ex giocatori della World Football League: i New York Giants e i Chicago Bears persero scelte del sesto giro, i Washington Redskins persero la loro scelta del settimo giro, gli Atlanta Falcons e i New York Jets furono private delle loro scelte del settimo giro.
Questo draft fu l'ultimo della durata di 17 giri: dall'anno successivo furono ridotti a 12.

## Primo giro
|  | = Pro Bowler |

|  | = Hall of Famer |

| Pick # | NFL Team             | Player            | Position         | College        |
| ------ | -------------------- | ----------------- | ---------------- | -------------- |
| 1      | Tampa Bay Buccaneers | Lee Roy Selmon    | Defensive end    | Oklahoma       |
| 2      | Seattle Seahawks     | Steve Niehaus     | Defensive tackle | Notre Dame     |
| 3      | New Orleans Saints   | Chuck Muncie      | Running back     | California     |
| 4      | San Diego Chargers   | Joe Washington    | Running back     | Oklahoma       |
| 5      | New England Patriots | Mike Haynes       | Cornerback       | Arizona State  |
| 6      | New York Jets        | Richard Todd      | Quarterback      | Alabama        |
| 7      | Cleveland Browns     | Mike Pruitt       | Running back     | Purdue         |
| 8      | Chicago Bears        | Dennis Lick       | Offensive tackle | Wisconsin      |
| 9      | Atlanta Falcons      | Bubba Bean        | Running back     | Texas A&M      |
| 10     | Detroit Lions        | James Hunter      | Defensive back   | Grambling      |
| 11     | Cincinnati Bengals   | Billy Brooks      | Wide receiver    | Oklahoma       |
| 12     | New England Patriots | Pete Brock        | Centro           | Colorado       |
| 13     | New York Giants      | Troy Archer       | Defensive end    | Colorado       |
| 14     | Kansas City Chiefs   | Wayne Walters     | Guardia          | Iowa           |
| 15     | Denver Broncos       | Tom Glassic       | Guard            | Virginia       |
| 16     | Detroit Lions        | Lawrence Gaines   | Running back     | Wyoming        |
| 17     | Miami Dolphins       | Larry Gordon      | Linebacker       | Arizona State  |
| 18     | Buffalo Bills        | Mario Clark       | Defensive back   | Oregon         |
| 19     | Miami Dolphins       | Kim Bokamper      | Linebacker       | San José State |
| 20     | Baltimore Colts      | Ken Novak         | Defensive tackle | Purdue         |
| 21     | New England Patriots | Tim Fox           | Safety           | Ohio State     |
| 22     | St. Louis Cardinals  | Mike Dawson       | Defensive tackle | Arizona        |
| 23     | Green Bay Packers    | Mark Koncar       | Offensive tackle | Colorado       |
| 24     | Cincinnati Bengals   | Archie Griffin    | Running back     | Ohio State     |
| 25     | Minnesota Vikings    | James White       | Defensive tackle | Oklahoma State |
| 26     | Los Angeles Rams     | Kevin McLain      | Linebacker       | Colorado State |
| 27     | Dallas Cowboys       | Aaron Kyle        | Defensive back   | Wyoming        |
| 28     | Pittsburgh Steelers  | Bennie Cunningham | Tight end        | Clemson        |

## Hall of Fame
All'annata 2012, cinque giocatori della classe del Draft 1976 sono stati inseriti nella Pro Football Hall of Fame:
- Steve Largent, Wide Receiver da Tulsa, scelto nel quarto giro come 117º assoluto dagli Houston Oilers.

Induzione: Professional Football Hall of Fame, classe del 1995.
- Lee Roy Selmon, Defensive End da Oklahoma, scelto come primo assoluto dai Tampa Bay Buccaneers.

Induzione: Professional Football Hall of Fame, classe del 1995.
- Mike Haynes, Cornerback da Arizona State, scelto come quinto assoluto dai New England Patriots.

Induzione: Professional Football Hall of Fame, classe del 1997.
- Jackie Slater, Offensive Tackle da Jackson State, scelto nel terzo giro come 86º assoluto Los Angeles Rams.

Induzione: Professional Football Hall of Fame, classe del 2001.
- Harry Carson, Linebacker da South Carolina State, scelto nel quarto giro come 105° dai New York Giants.

Induzione: Professional Football Hall of Fame, classe del 2006.